# Bohemon I d'Antioquia

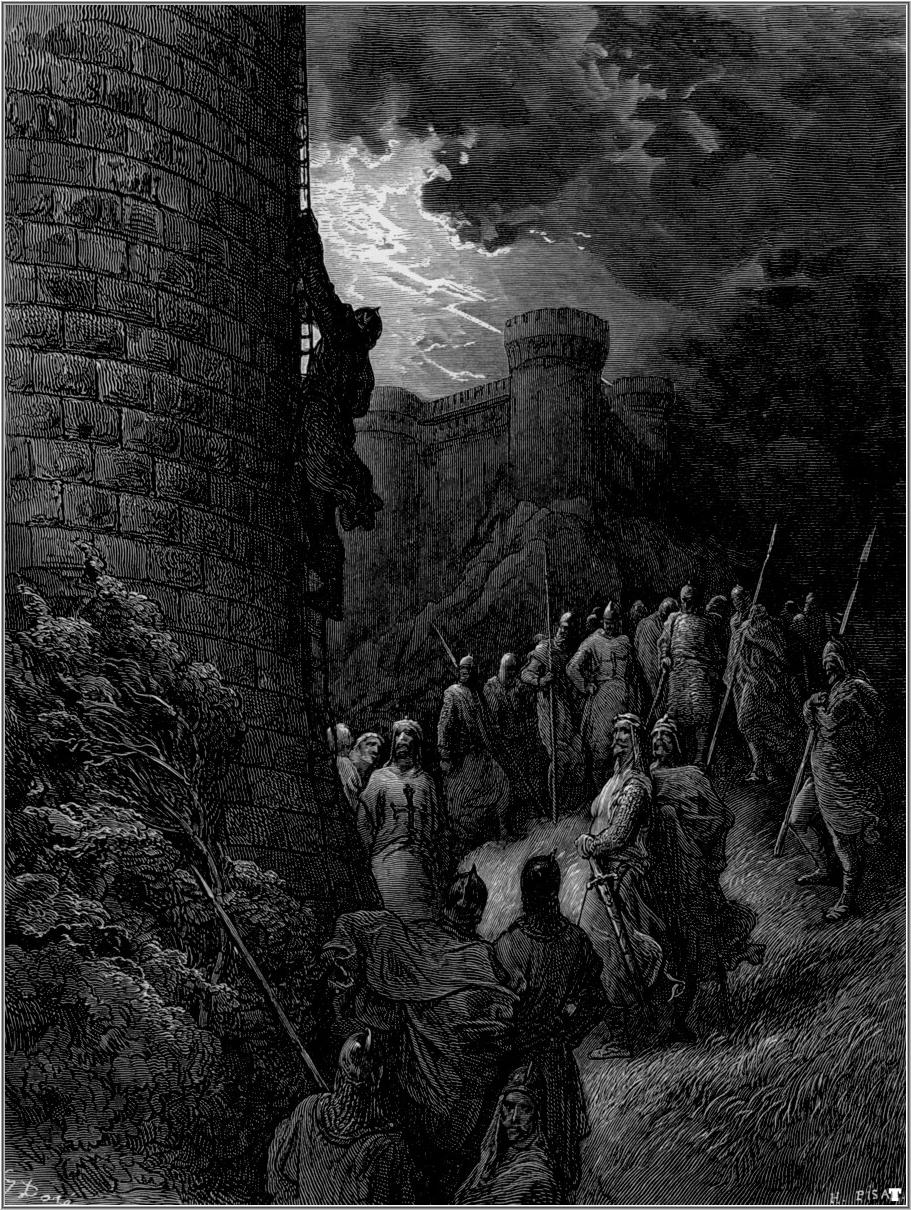
Bohemon de Tàrent sol davant dels murs d'Antioquia, en una pintura de Gustave Doré.

Bohemon I de Tàrent o Bohemon I d'Antioquia (francès antic: Buymont d'Antioche; San Marco Argentaro, 1058 - Canosa di Puglia, 3 de març de 1111), príncep de Tàrent i després príncep d'Antioquia. Al costat del seu pare, Robert Guiscard, lluità bravament contra l'Imperi Romà d'Orient. Va ser un dels més importants líders de la Primera Croada, on va aconseguir ser príncep dels territoris d'Antioquia acabats de conquerir. Després de ser capturat pels musulmans i escapar a França, va aconseguir casar-se amb Constança de França, filla del rei Felip I de França. Després de ser derrotat en el seu últim intent d'atacar l'emperador romà d'Orient Aleix I Comnè, es va veure obligat a signar el Tractat de Devol, un humiliant pacte que va destruir la seva carrera militar i política.

## Lluita contra els romans d'Orient
Era el primogènit de Robert Guiscard, duc de la Pulla i Calàbria, que el va tenir en el seu primer matrimoni amb Albera de Buonalbergo, filla del baró Girard de Buonalbergo (matrimoni que després seria anul·lat). El seu nom de pila era Marc però amb el temps va passar a ser conegut per tots com a Bohemon, segons el nom d'un gegant llegendari, ja que ell mateix era un gegant.
Va ser el braç dret del seu pare quan aquest va atacar l'Imperi Romà d'Orient (1080 - 1085) i va ser el comandant de les forces normandes durant l'absència del seu pare (1082 - 1084) penetrant en Tessàlia i arribant fins a la ciutat de Làrissa, però al final va ser derrotat per Aleix I Comnè. Aquestes hostilitats amb l'emperador romà d'Orient marcarien la política a seguir per part del rei Robert i del mateix Bohemon, ja que l'havia destinat al tron de Constantinoble.

## Crisi a la successió a Robert Guiscard
Enmig de tot això va arribar la notícia que Robert Guiscard havia mort (el 1085), i que els dominis normands a Itàlia que aquest posseïa, estaven en mans ara de Roger I de Sicília, germà de Robert i oncle de Bohemon. Aquest va abandonar la campanya en els Balcans, tornant a correcuita a Itàlia, però no va poder obtenir el que considerava la seva legítima herència. No obstant això, Bohemon va heretar les possessions del seu pare en l'Adriàtic, possessions que va perdre ràpidament en favor dels grecs o romans d'Orient; per contra el seu germanastre Roger Borsa va heretar Pulla i les possessions italianes. La guerra entre ells es va fer inevitable, fins que va finalitzar amb la intervenció del papa Urbà II, compensant Bohemon amb la ciutat de Tàrent a canvi de la seva renúncia al Ducat de la Pulla. Compensació amb què mai va estar conforme, motiu pel qual sempre va buscar un major estatus per a ell. El cronista Romoal de Salern va dir de Bohemon que «sempre buscava l'impossible».
El 1096 Bohemon, juntament amb el seu oncle Roger I, comte de Sicília, van atacar la ciutat d'Amalfi, que s'havia rebel·lat en contra del duc Roger, moment en què un grup de croats van passar per la zona en el seu camí cap a Constantinoble. L'objectiu d'aquest grup sembla que van calar fondo en Bohemon, que va decidir unir-se a la croada, però, és possible que Bohemon no veiés en la croada res més que un mitjà per a llaurar-se un principat a l'Orient. Godofreu Malaterra afirma clarament que Bohemon «va prendre la Creu amb l'única finalitat de conquerir i fer pillatge a les terres romanes».

## La primera croada i la conquesta d'Antioquia

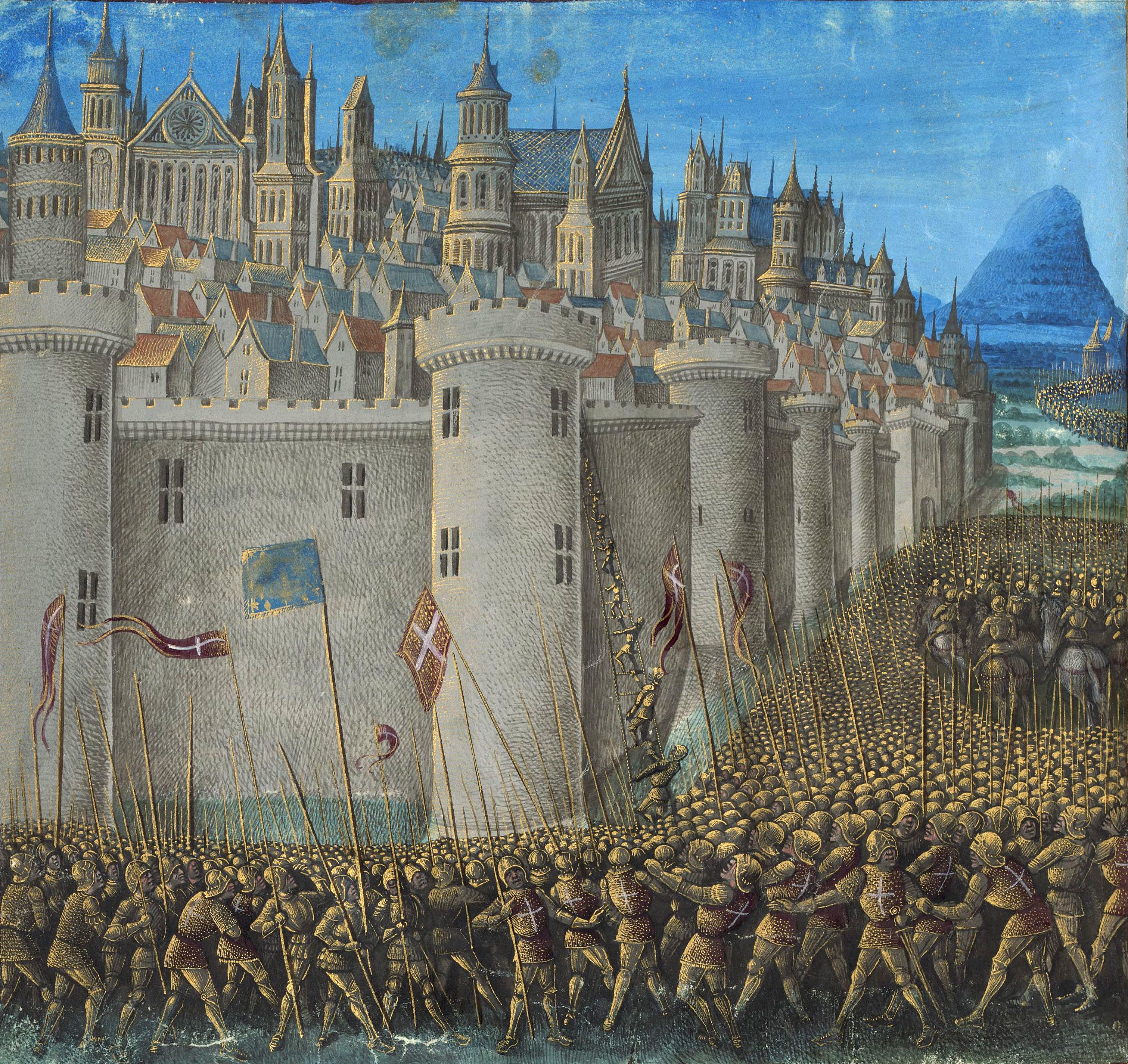
Miniatura medieval que representa el setge d'Antioquia.

Bohemon va reunir sota el seu comandament un gran exèrcit normand (possiblement la millor divisió de l'exèrcit croat), va travessar el mar Adriàtic i va arribar fins a Constantinoble per la mateixa ruta que havia seguit el 1082-1084. Va ser molt curós en la seva nova relació amb Aleix I, al qui va retre homenatge en arribar a la ciutat el 1097. És possible que negociés amb Aleix I sobre el principat d'Antioquia, si ho va fer no va trobar gaire suport per part de l'emperador. Sortint de Constantinoble, fou un dels comandants de l'avantguarda croada durant la batalla de Dorilèon l'1 de juliol del 1097, i va ser l'autèntic cap de la primera croada fins al setge d'Antioquia, i l'èxit en travessar l'Àsia Menor mostra la seva gran capacitat de comandament, ja que la croada del 1101, la segona croada el 1147 i la tercera el 1189 van ser incapaces de travessar aquesta regió.
Anna Comnena, filla d'Aleix I, va deixar un meravellós retrat de Bohemon en el seu llibre Alexíada; el va conèixer per primera vegada quan tenia 14 anys i realment en va quedar fascinada per la seva presència. No va deixar un altre retrat semblant de cap altre príncep croat. Textualment:
| « | Bohemon era, francament, un ésser com no s'ha vist anteriorment cap, tant en la nostra terra com tampoc en la dels bàrbars, ja que era una meravella el mirar-lo i alhora el precedia una reputació terrorífica. Permeteu que descrigui detalladament l'aspecte d'aquest bàrbar. Era tan alt que superava al més alt per prop d'un colze, estret de cintura i malucs, les espatlles amples, pit profund i poderosos braços. El seu cos en general no podria ser descrit com massa prim ni com gros, al contrari estava perfectament proporcionat, construït segons els cànons de Policlet… La seva pell era blanca immaculada, i en la seva cara hi havia petits tints vermells. El seu cabell, ros, no queia fins a la cintura com en el cas de la major part dels bàrbars, es notava que tenia cura amb el seu cabell, ja que el portava tallat fins a les orelles. No es podia saber el color de la seva barba, ja que la portava perfectament afaitada, deixant la seva pell tan suau com el guix... Els seus ulls blaus eren indicadors del seu alt esperit i dignitat, el seu nas respirava amb tranquil·litat, en perfecta correspondència amb la respiració del seu pit. La seva respiració era fidel indicadora de l'alt esperit que bullia en el seu cor. Aquest home emanava un cert encant, encant que quedava en part, entelat per un cert aire terrible... Estava fet de tal manera en ment i cos que tant el coratge com la passió l'embargaven de tal manera que l'abocaven a la guerra. El seu enginy l'ajudava a sortir airós en quasi totes les emergències. En conversar amb ell demostrava estar ben informat, amb respostes irrefutables. Aquest home, de tal grandària i caràcter era, però, inferior a l'emperador, no només en fortuna i eloqüència, sinó en altres regals de la natura. | » |

Com a polític, Bohemon era capaç d'enfervorir els croats en el seu propi benefici, així quan el seu nebot Tancred va deixar l'exèrcit principal a Heraclea, per tal d'establir-se a Cilícia, possiblement el que pretenien era establir les bases del futur principat a l'Orient. Bohemon va ser el primer a prendre posicions davant d'Antioquia l'octubre del 1097, prenent part activa en el setge de la ciutat, rebutjant els intents musulmans per trencar el blocatge des de l'est i establint un nexe amb els aliats occidentals mitjançant el port de Sant Simeó on hi havia els vaixells genovesos.
La conquesta d'Antioquia només va ser possible gràcies al complot ordit per Bohemon amb un dels capitans de la ciutat anomenat Firuz, però, no va poder aconseguir que se li concedís la ciutat fins que els croats van quedar assetjats a l'interior, terroritzats davant l'arribada de tropes aliades dels musulmans, guiades per Kerbogha, amb l'excepció que en el dret a la ciutat tindria prioritat l'emperador Aleix I, sempre que complís la seva promesa d'enviar un exèrcit en ajuda dels croats. Aleix no va arribar amb el seu exèrcit i no obstant això els croats van aconseguir derrotar el temible exèrcit de Kerbogha. Bohemon, ni tan sols així es va veure segur en la seva posició, ja que Ramon IV de Tolosa (també conegut com a Ramon de Saint Gilles), es va erigir com a representant d'Aleix I Comnè i va reclamar per a ell la ciutat. Finalment, el gener del 1099, va aconseguir el ple domini d'Antioquia, romanent en els seus voltants per tal d'assegurar la seva posició, la resta de croats van continuar el seu camí cap a Jerusalem.

## Guerres contra musulmans i romans d'Orient
Bohemon va arribar a Jerusalem pels volts del Nadal del 1099, i va aconseguir que es triés com a patriarca a Dagobert de Pisa, possiblement per tal de contrarestar l'enorme poder que ostentaven els nobles de Lorena a la ciutat. Sembla que Bohemon estava destinat a fundar un gran principat a Antioquia, el qual prevaldria en el Regne de Jerusalem, per la seva excel·lent posició geogràfica i el seu excel·lent exèrcit. Però havia de fer front a dues forces, d'una banda l'Imperi Romà d'Orient, que reclamava aquestes ciutats com a propietat seva, al qual donava suport Ramon de Tolosa i en segon lloc els poderosos estats musulmans del nord-oest de Síria. No va poder amb aquestes dues forces. El 1100 va ser capturat per Danishmend de Sivas, i va estar empresonat fins al 1103. En el seu lloc al principat va quedar el seu nebot Tancred, però mentrestant Ramon de Tolosa es va establir al sud del principat, a la ciutat de Trípoli, posant en perill l'expansió cap al sud de Bohemon.
Rescatat el 1103 gràcies a la generositat del rei armeni Kogh Vasil, Bohemon es va plantejar com a propòsit principal l'atac als seus veïns musulmans per tal de tenir els aprovisionaments assegurats. No obstant això, en el seu atac a Haran va rebre una terrible derrota a Balak, a prop d'ar-Raqqà, a la vora del riu Eufrates. La batalla va ser decisiva, el gran principat a Orient que tant anhelava va quedar avortat. A aquest atac va seguir un altre, per part dels romans d'Orient sobre Cilícia i en veure com els seus recursos disminuïen sense parar va viatjar a Europa per tal d'aconseguir reforços. La seva personalitat tan atractiva li va fer mereixedor de la mà de Costança, la filla del rei de França, Felip I i va obtenir un gran exèrcit. Pel que fa al seu casament, l'abat Suger conta:
| « | Bohemon va venir a França amb l'única idea d'aconseguir com fos la mà de Constança, la germana de nostre senyor Lluís, jove d'alt llinatge, d'irreprotxable aspecte i molt bell. Era tan gran la reputació de la valentia del rei francès i el seu fill Lluís que fins i tot els sarraïns es van quedar terroritzats amb el casament. No estava promesa ja que havia trencat amb Hug, comte de Troyes, i ella volia evitar un altre aparellament desencertat. El príncep d'Antioquia, era una persona experta i rica tant en qualitats com en promeses; mereixia realment aquest casament que va ser celebrat amb gran pompa pel bisbe de Chartres, amb l'assistència del rei, nostre senyor Lluís, així com molts arquebisbes, bisbes i nobles del regne. | » |

Enlluernat per tant d'èxit, Bohemon va decidir utilitzar el seu exèrcit, no per defensar el seu principat enfront de les apetències romanes d'Orient, sinó per atacar directament Aleix I. Així ho va fer, però Aleix va demostrar ser més fort; ajudat pels venecians va derrotar Bohemon i el va sotmetre a un acord humiliant (Tractat de Devol, el 1108). Mitjançant aquest tractat, Bohemon va passar a ser un vassall d'Aleix I a canvi de ser nomenat sebast (un títol romà d'Orient), va prometre cedir els territoris en litigi i va haver d'admetre que hi hagués un patriarca ortodox a Antioquia. A partir d'aquesta data Bohemon va ser un home acabat. Va morir sense haver tornat a Orient i va ser enterrat a Canosa, a la Pulla, el 1111.